# Кубок Словенії з футболу 2002—2003
Кубок Словенії з футболу 2002—2003 — 12-й розіграш кубкового футбольного турніру в Словенії. Титул вчетверте здобула Олімпія (Любляна).

## Календар
| Раунд       | Дата                     | Матчі | Клуби   |
| ----------- | ------------------------ | ----- | ------- |
| 1/16 фіналу | 3-14 серпня 2002         | 16    | 32 → 16 |
| 1/8 фіналу  | 11 вересня 2002          | 8     | 16 → 8  |
| 1/4 фіналу  | 2/23 жовтня 2002         | 8     | 8 → 4   |
| 1/2 фіналу  | 19 березня/9 квітня 2003 | 4     | 4 → 2   |
| Фінал       | 14/21 травня 2003        | 2     | 2 → 1   |

## 1/16 фіналу
| Команда 1              | Рахунок      | Команда 2         |
| ---------------------- | ------------ | ----------------- |
| 3 серпня 2002          |              |                   |
| Рома                   | 1:11         | Гориця            |
| 4 серпня 2002          |              |                   |
| Бела Країна            | 1:5          | Олімпія (Любляна) |
| Блед                   | 1:9          | Мура              |
| Ядран (Хрпелє-Козина)  | 2:1          | Чреншовці         |
| Превалє                | 1:1 пен. 5:3 | Копер             |
| Корте                  | 2:1          | Білє              |
| Кршко                  | 0:3          | Любляна           |
| Лівар (Іванчна Гориця) | 1:2          | Ера (Шмартно)     |
| Нафта                  | 2:1          | Примор'є          |
| Похор'є                | 0:8          | Дравоград         |
| Стойнці                | 1:6          | Алюміній          |
| Тишина                 | 0:6          | Домжале           |
| Вранско                | 1:6          | Публікум (Цельє)  |
| Желєзнічар (Марибор)   | 3:0          | Толмин            |
| 14 серпня 2002         |              |                   |
| Триглав                | 2:3          | Бритоф            |
| Марибор                | 1:0          | Рудар (Веленє)    |

## 1/8 фіналу
| Команда 1        | Рахунок | Команда 2             |
| ---------------- | ------- | --------------------- |
| 11 вересня 2002  |         |                       |
| Корте            | 1:3     | Гориця                |
| Ера (Шмартно)    | 1:2     | Олімпія (Любляна)     |
| Публікум (Цельє) | 2:0     | Мура                  |
| Дравоград        | 4:2     | Любляна               |
| Нафта            | 2:1     | Ядран (Хрпелє-Козина) |
| Домжале          | 0:3     | Превалє               |
| Бритоф           | 0:2     | Марибор               |
| Алюміній         | 5:0     | Желєзнічар (Марибор)  |

## 1/4 фіналу
| Команда 1         | Заг. | Команда 2 | 1-й матч | 2-й матч |
| ----------------- | ---- | --------- | -------- | -------- |
| 2/23 жовтня 2002  |      |           |          |          |
| Алюміній          | 2:3  | Превалє   | 1:1      | 1:2      |
| Публікум (Цельє)  | 9:2  | Гориця    | 6:1      | 3:1      |
| Олімпія (Любляна) | 4:3  | Марибор   | 0:0      | 4:3      |
| Нафта             | 1:4  | Дравоград | 0:2      | 1:2      |

## 1/2 фіналу
| Команда 1                | Заг. | Команда 2 | 1-й матч | 2-й матч |
| ------------------------ | ---- | --------- | -------- | -------- |
| 19 березня/9 квітня 2003 |      |           |          |          |
| Публікум (Цельє)         | 4:1  | Дравоград | 2:1      | 2:0      |
| Олімпія (Любляна)        | +:-  | Превалє   | +:-      | +:-      |

## Фінал
| Команда 1         | Заг.    | Команда 2        | 1-й матч | 2-й матч |
| ----------------- | ------- | ---------------- | -------- | -------- |
| 14/21 травня 2003 |         |                  |          |          |
| Олімпія (Любляна) | 3:3 (ч) | Публікум (Цельє) | 1:1      | 2:2      |

## Перший матч
| 14 травня 2001 |

| Олімпія (Любляна) | 1:1      | Публікум (Цельє) |
| ----------------- | -------- | ---------------- |
| Пуц 90'           | Протокол | Квас 39' (пен.)  |

| Бежиград, Любляна Глядачів: 4 000 Арбітр: Дарко Чеферін |

## Повторний матч
| 21 травня 2003 |

| Публікум (Цельє)   | 2:2      | Олімпія (Любляна)         |
| ------------------ | -------- | ------------------------- |
| Корен 15' Квас 72' | Протокол | Жлогар 59' Просинечки 65' |

| Скальна Клет, Цельє Глядачів: 3 000 Арбітр: Роберт Крайнц |